# Rhizomnium glabrescens
Rhizomnium glabrescens là một loài Rêu trong họ Mniaceae. Loài này được (Kindb.) T.J. Kop. mô tả khoa học đầu tiên năm 1968.